# 迪斯可毀滅之夜
迪斯可毀滅之夜（直译：「迪斯科（拆毁、拆除、爆破）之夜」）是發生在1979年7月12日的棒球推廣活動，但後來引發暴動，在芝加哥科米斯基公园舉行，活動是在美國聯盟的芝加哥白襪和底特律老虎棒球双重赛的中間休息時間，在外野上引爆一木箱的迪斯可唱片。其中許多觀眾是來看迪斯可唱片引爆，不是為了看比賽而來，且在爆炸後擠到棒球場內，棒球場受到爆炸和人群的破壞，最後裁判沒收雙重賽的第二場比賽，直接宣布底特律老虎獲勝。
在1970年代末期，以舞蹈衍生的迪斯可在美國非常流行，像《週末夜狂熱》（1977年）等賣座電影也以此為主題。但也引來當時搖滾樂樂迷的反對。反對的聲浪很大，因此芝加哥白襪希望可以用相關的活動填滿科米斯基公园一場淡季比賽時的座位，因此芝加哥的名嘴和反迪斯可人士史蒂夫·達爾提出了在7月12日比賽中間休息時的活動。達爾的贊助電台是97.9 WLUP-FM，因此觀眾要付98美分並帶一張迪斯可唱片入場，而達爾將在中間休息時引爆這些唱片。
芝加哥白襪原先估計約會有二萬人到場，比平常的人數多五千人。但是有超過五萬人擠進棒球場，其中包括上萬名史蒂夫·達爾的追隨者，在大門關閉後仍有上千人設法擠進棒球場中。許多的唱片不是由工作人員整理集中，而是在看台上像擲飛盤一様的擲到棒球場中。在史蒂夫·達爾炸毀集中的唱片後，上千名的支持者衝進棒球場中，而且留在場內，一直到鎮暴警察驅散為止。雙重賽的第二場比賽一開始延後，但第二天美國聯盟的主席賴利·馬克菲爾宣佈比賽沒收，底特律老虎獲勝。迪斯可毀滅之夜的影響繼續發酵，可能也造成了1979年底迪斯可的消退。有些學者及迪斯可藝人認為這事件是種族主義及同性恋恐惧症的結果。迪斯可毀滅之夜仍為職棒大聯盟廣為人知最極端的促銷行動之一。

## 比賽結果
第一場：
| 1979年7月12日 白天的比賽 | 底特律老虎 | 4–1 比賽紀錄 | 芝加哥白襪 | 科密斯克公园 觀眾數: 47,795 裁判: 本壘：Dave Phillips(cc) 一壘：Dan Morrison 二壘：Dallas Parks 三壘：Durwood Merrill |

第二場：比賽沒收，底特律老虎以9-0獲勝

## 外部連結
- Whitesoxinteractive.com's Disco Demolition story page （页面存档备份，存于）
- WBBM-TV news report, July 13, 1979 （页面存档备份，存于）
- MLB Network Remembers （页面存档备份，存于） at MLB.com
- Disco Demolition Night News Headlines
- More about the Insane Coho Lips

41°49′55″N 87°38′02″W / 41.832°N 87.634°W